# Plaza de San José (Pontevedra)
La Plaza de San José es una plaza del siglo XIX situada en el centro de la ciudad española de Pontevedra, en el primer ensanche, cerca del barrio de Campolongo.

## Origen del nombre
La plaza debe su nombre a la demolida capilla de San José, situada en el lado sureste de la plaza.

## Historia
La plaza se conformó como tal a finales del siglo XIX en la confluencia de las calles Marqués de Riestra, Oliva y Augusto González Besada, siguiendo el proyecto del arquitecto Alejandro Sesmero. Está situada en un extremo del antiguo Campo de San José, que debe su nombre a la capilla, hoy desaparecida, que se ubicaba en el solar que actualmente ocupa el edificio de la Caja de Ahorros de Pontevedra. En la primera mitad del siglo XIX, en el Campo de San José (cuyo centro era el actual parque de las Palmeras) existía un robledal que tenía caminos a cuya sombra se celebraba una feria de ganado (vacuno, porcino, caballar y lanar) los días 1 y 15 de cada mes.
La capilla barroca de San José se construyó en 1712. Se trataba de un edificio de tamaño medio en cuya fachada figuraba la imagen de San José en una hornacina en la parte superior de un frontón circular sobre el que se encontraban los escudos de armas de las familias Gago y Montenegro, entre otras. Su construcción se atribuye a Pablo Payo Gago de Mendoza y Sotomayor. En ella se celebraban importantes bodas y funerales. Fue demolida a principios de los años 1940 porque obstaculizaba el desarrollo urbanístico del centro de la ciudad.
La plaza fue también el emplazamiento del pazo  barroco de los Gago de Mendoza y Montenegro, que data del siglo XV. El pazo estaba en el lado norte de la plaza, y su centro estaba situado en el lugar que hoy ocupa el Café Moderno. Parte del pazo se conserva a la izquierda del edificio del Café Moderno, al comienzo de la calle de la Oliva. En la década de 1980 se le añadió una nueva planta y se trasladaron las almenas originales a la parte superior. Tenía una torre central de tres pisos y dos torres laterales de dos pisos con almenas puntiagudas en cuyo centro había estrellas de seis puntas inscritas en un círculo. La zona que hoy ocupa la plaza fue utilizada siglos atrás como patio de armas del pazo. En ella nacieron los tres hermanos Gago de Mendoza, ilustres marinos.
El 12 de abril de 1888 se inauguró en el lado oeste de la plaza el Hotel Méndez Núñez (demolido en los años 1980). Contaba con un restaurante y una sala de reuniones. Cuando cerró, se convirtió en parada de autobuses. El hotel nació durante el primer boom hotelero provocado por la llegada del ferrocarril a la cercana plaza de la Estación. Con la llegada de la electricidad a Pontevedra en 1888, la plaza de San José se transformó en uno de los primeros espacios urbanos en incorporar anuncios luminosos, como el del coñac Terry, símbolo de modernidad en la plaza.
En 1902 se terminó el edificio del Café Moderno, encargado por Bernardo Martínez Bautista, emigrante que se enriqueció en Cuba, en el solar del antiguo pazo de los Gago de Mendoza y Montenegro. En 1903 se inauguró en la planta baja el Café Moderno, de ambiente distinguido, punto de encuentro para reuniones y proyecciones cinematográficas, y la pavimentación de la plaza corrió a cargo del maestro de obras Sr. Miranda. En 1904, la concurrida plaza fue escenario de una proyección cinematográfica de Alí Babá. En las primeras décadas del siglo XX, la plaza contaba con un quiosco de prensa en su centro y se convirtió en epicentro cultural y lugar de encuentro de los intelectuales gallegos.
En 1932, la redacción de la revista literaria Cristal se ubicó en el ático del hotel Méndez Núñez y fue visitada por Federico García Lorca. En diciembre de 1943 se aprobó la renovación del pavimento y aceras de la plaza, así como de la red de alcantarillado. En 1944, la Caja de Ahorros de Pontevedra adquirió un edificio en construcción en el solar de la antigua capilla de San José para su sede provincial e inauguró el nuevo edificio en 1948.
La plaza se denominó Plaza de San José hasta 1931 en que pasó a llamarse Plaza de Pablo Iglesias. El 28 de diciembre de 1936 pasó a llamarse de nuevo Plaza de San José y en democracia Plaza de Calvo Sotelo antes de volver a su nombre tradicional de Plaza de San José el 25 de abril de 1996.
La plaza fue completamente reurbanizada en 2001 y transformada en una zona semipeatonal.
En 2006 se instaló en el centro de la plaza el Monumento a la Tertulia, como homenaje a los intelectuales gallegos vinculados al Café Moderno en las primeras décadas del siglo XX.

## Descripción
La plaza tiene forma triangular irregular y en ella confluyen las cinco calles Marqués de Riestra, Oliva, Rosalía de Castro, San José y Augusto García Besada. Es uno de los ejes del primer ensanche de la ciudad.
La plaza está pavimentada con baldosas que alternan los colores gris y sepia y es semipeatonal, con un único carril de circulación en la parte norte que canaliza el tráfico desde la calle Marqués de Riestra hasta la calle Augusto González Besada.
La plaza está dominada al norte por el edificio del Café Moderno, y al sureste por el edificio de la Caja de Ahorros de Pontevedra. En el centro de la plaza, sobre una base de granito negro pulido, se levanta el monumento a la Tertulia, creado en 2006 por el escultor César Lombera para conmemorar las reuniones celebradas en este lugar por intelectuales gallegos. Sobre el edificio de la Caja de Ahorros de Pontevedra que domina la plaza se encuentra la estatua de Teucro, mítico fundador de la ciudad, también creada en 2006 por el escultor Cándido Pazos.
La plaza cuenta con un total de dieciséis árboles: cinco magnolios chinos, tres manzanos silvestres de Siberia y tres manzanos rojos, ambos injertados sobre variedades autóctonas de manzano, así como cinco manzanos injertados sobre manzanos asiáticos.

## Edificios destacados
En el lado noroeste de la plaza se encuentran los restos del pazo barroco de los Gago de Mendoza y Montenegro, que actualmente tiene dos plantas. Destacan sus almenas apuntadas en la parte superior, decoradas en el centro con estrellas de seis puntas inscritas en un círculo.
En el lado norte de la plaza y junto al antiguo pazo de los Gago de Mendoza se encuentra el edificio del Café Moderno, con una fachada ecléctica de piedra y el interior modernista más importante de la ciudad. Consta de tres plantas, albergando en la planta baja el Café Moderno. La fachada tiene galerías de hierro forjado y elementos ornamentales de formas geométricas.
En el lado sureste de la plaza se encuentra el edificio central de la Caja de Ahorros de Pontevedra. Se trata de un majestuoso edificio de piedra de cuatro plantas y planta baja. El gran vestíbulo, al que se accede desde la entrada principal, comunica las distintas zonas del edificio.

## Galería de imágenes

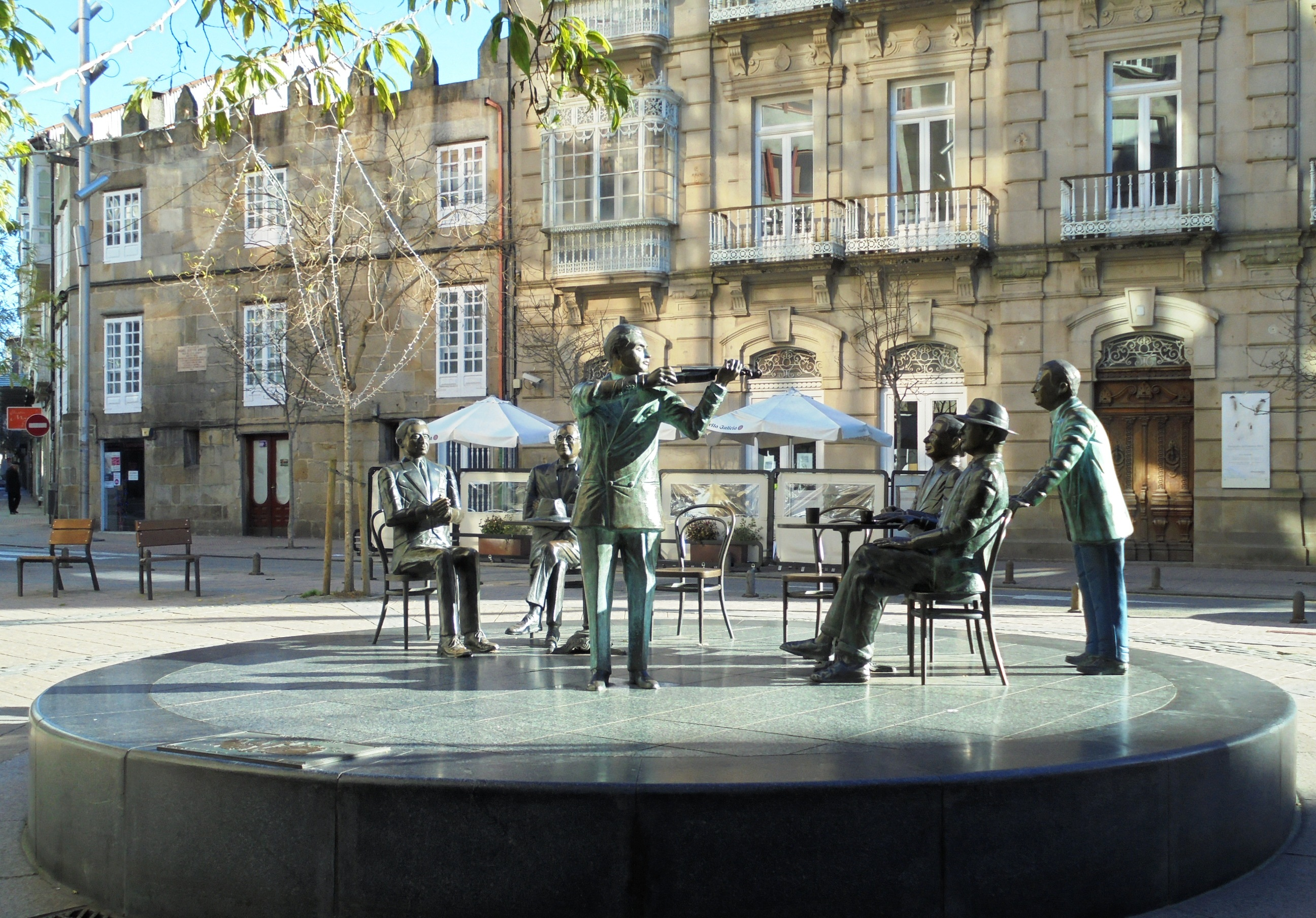
Restos del pazo almenado de los Gago de Mendoza en el fondo a la iquierda
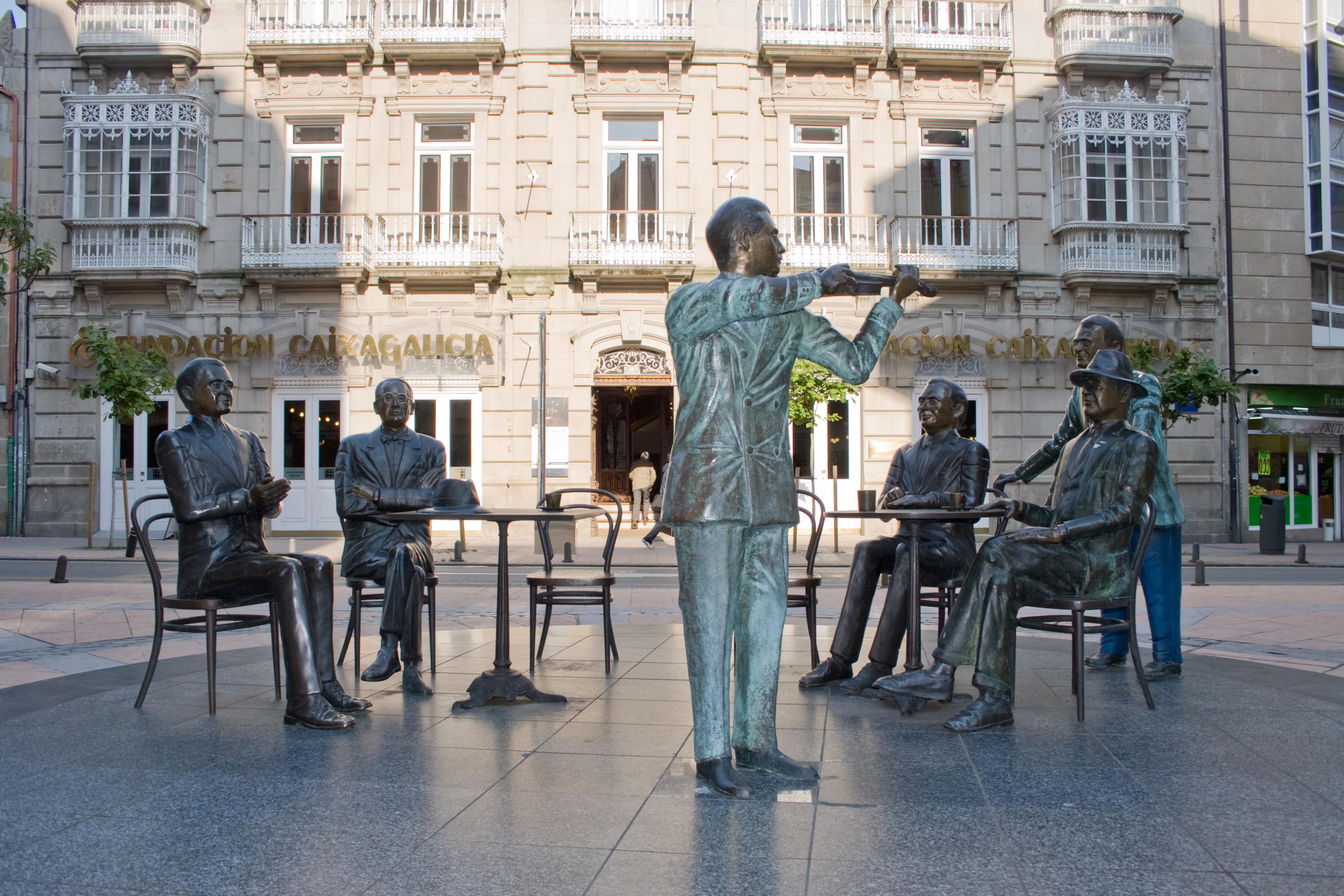
Monumento a la Tertulia en el centro de la plaza
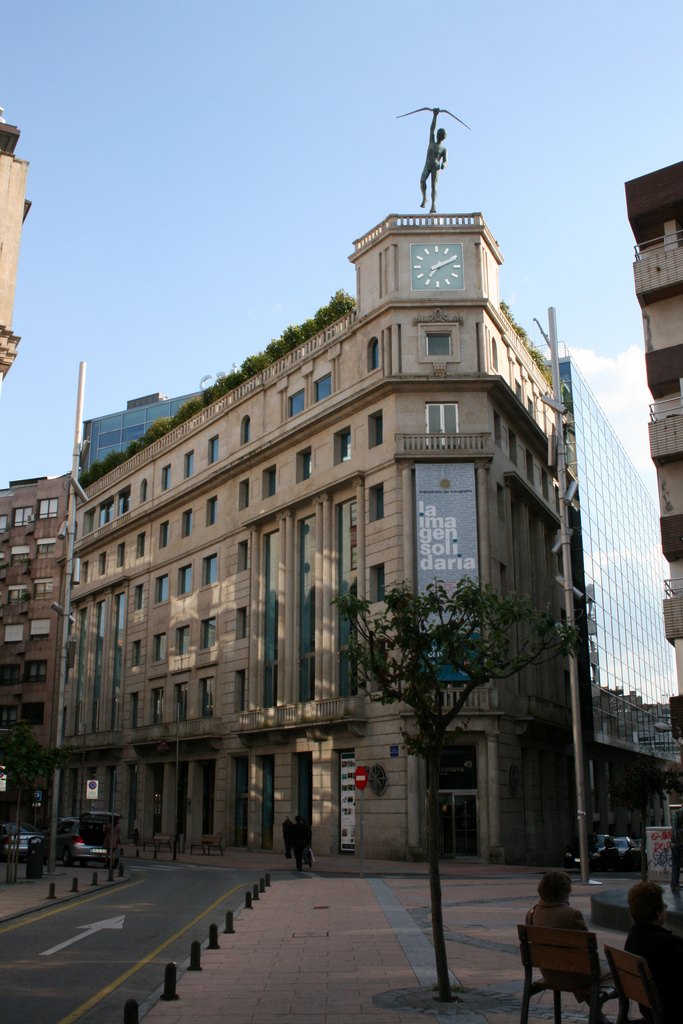
Edificio de Caja de Ahorros Provincial de Pontevedra en el lado sureste de la plaza
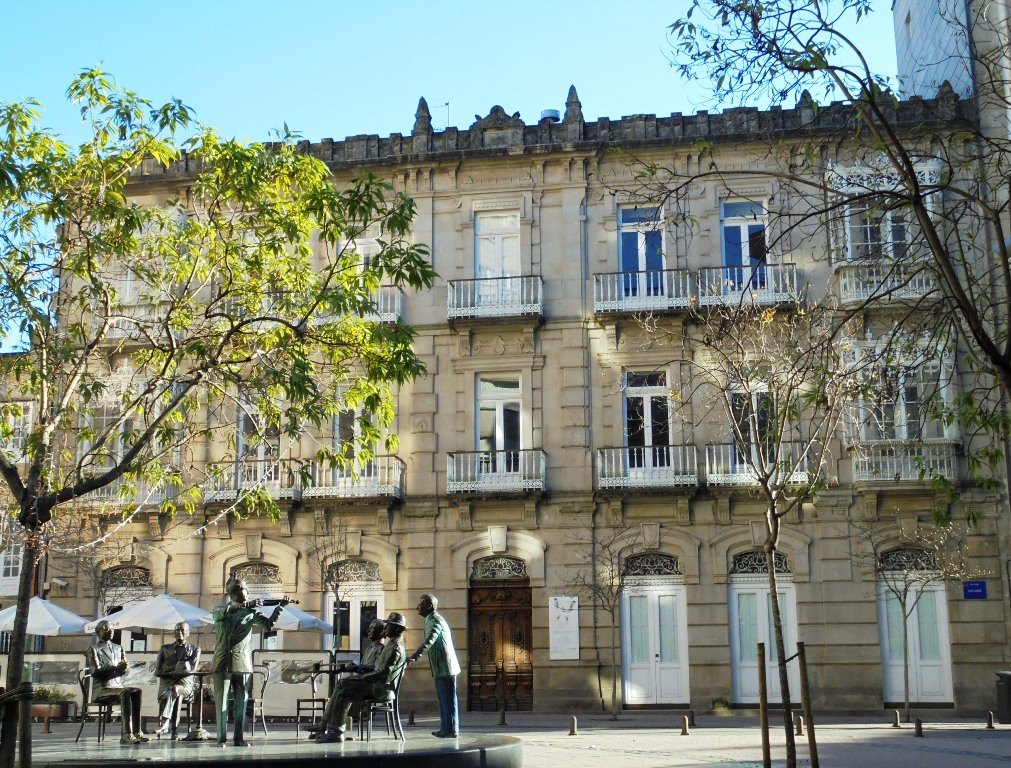
Café Moderno en el lado norte de la plaza
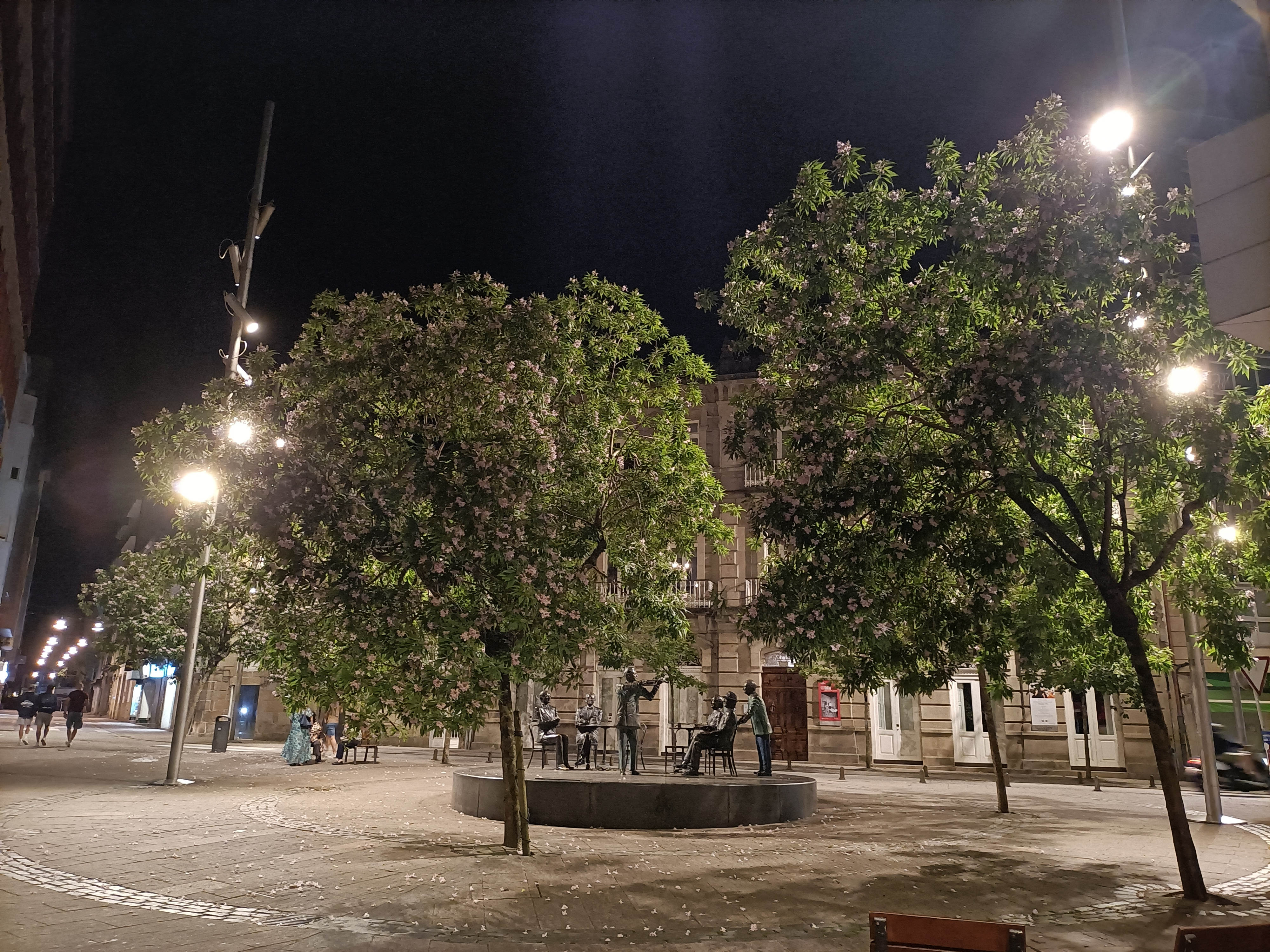
La plaza de San José de noche en 2025
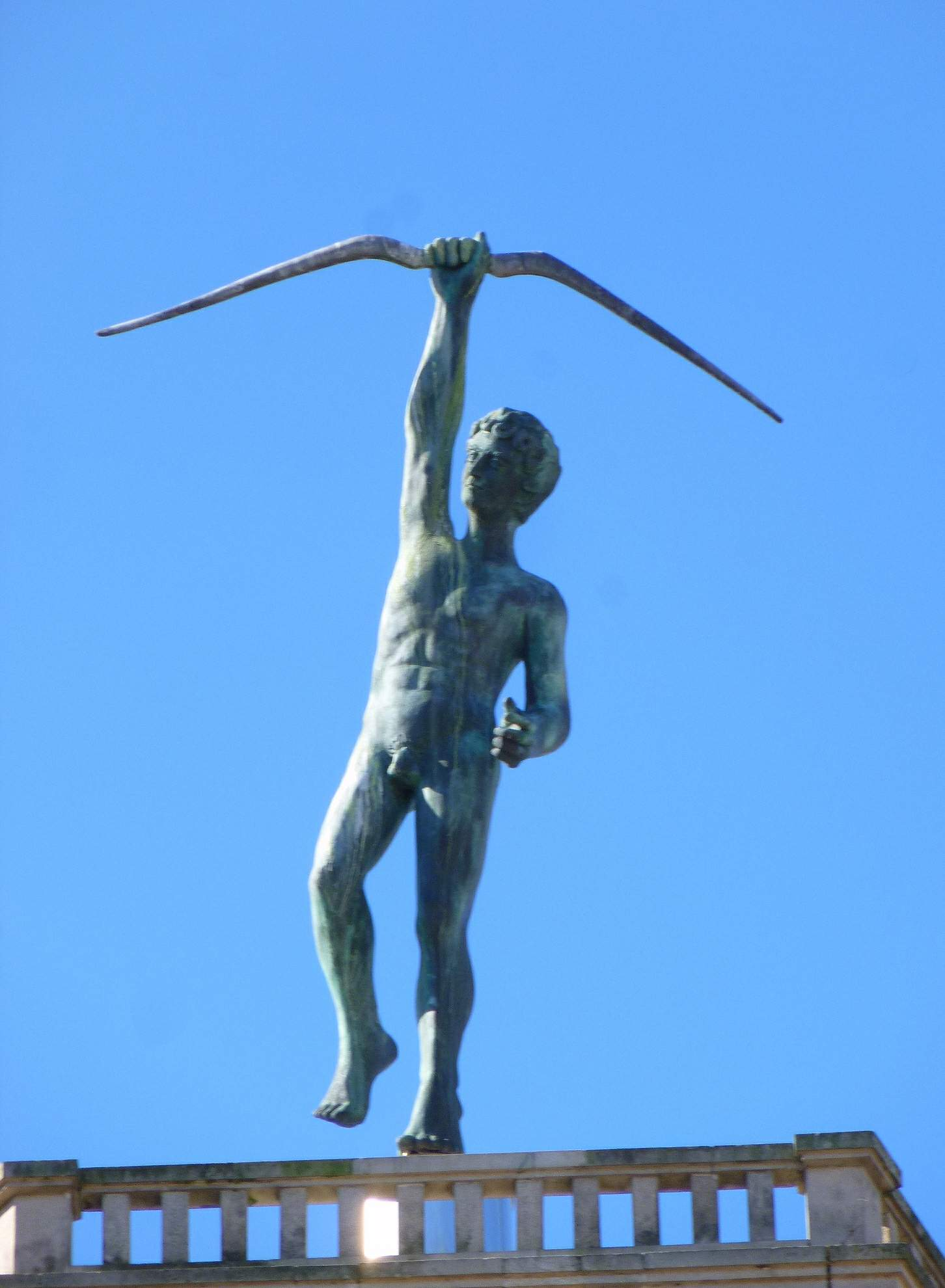
Estatua de Teucro dominando la plaza
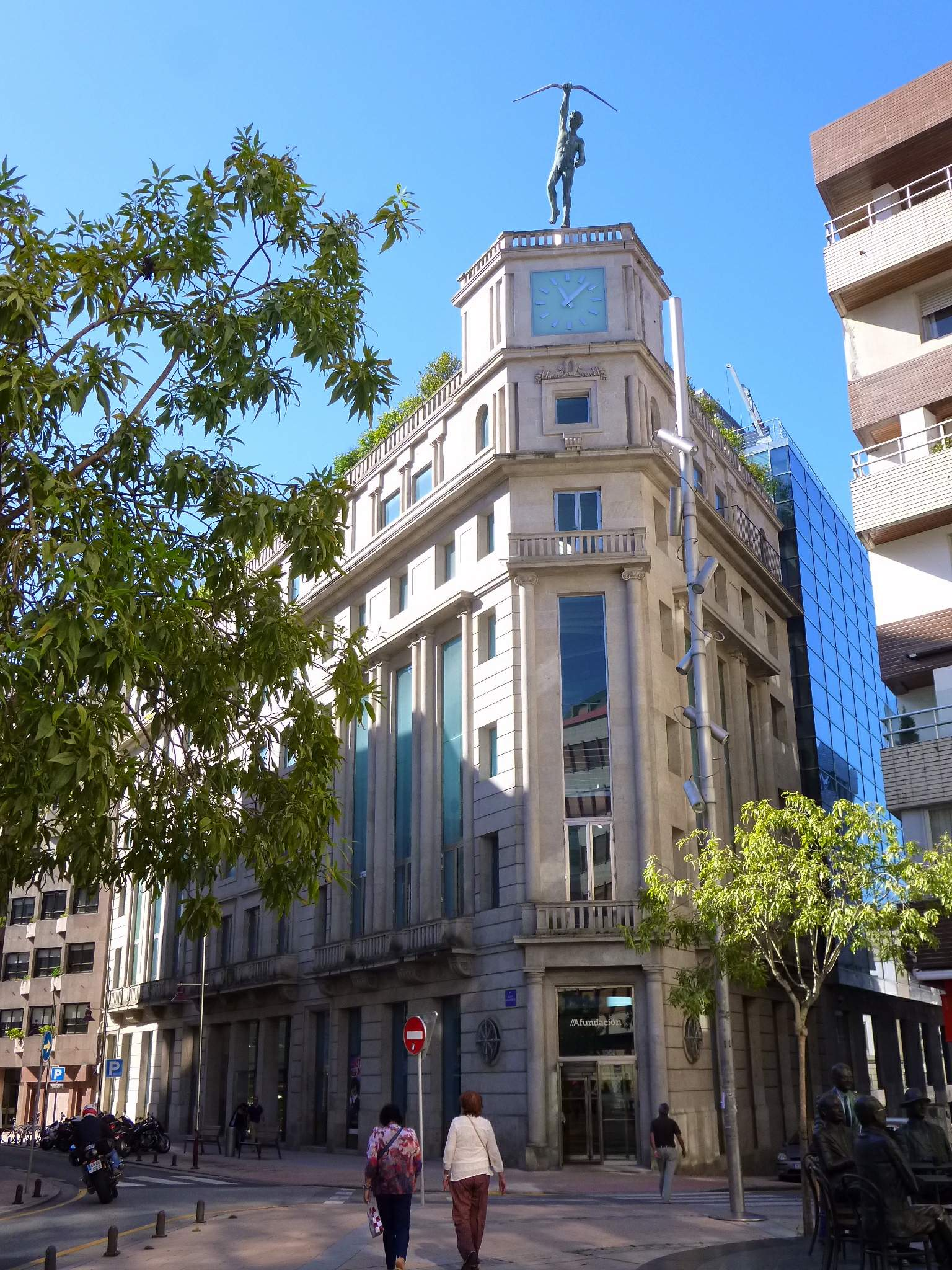
Edificio de Caja Pontevedra
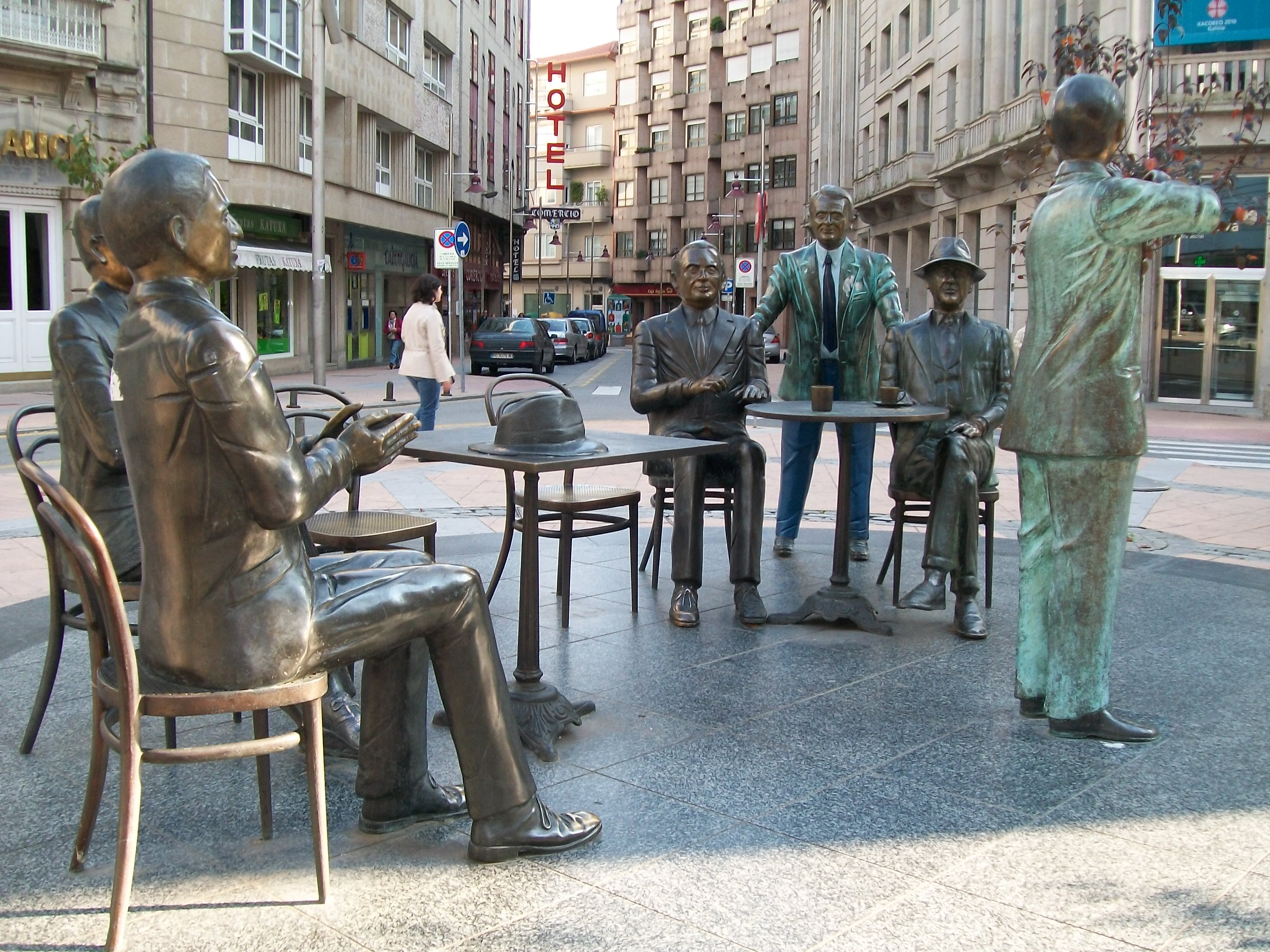
Monumento a la Tertulia
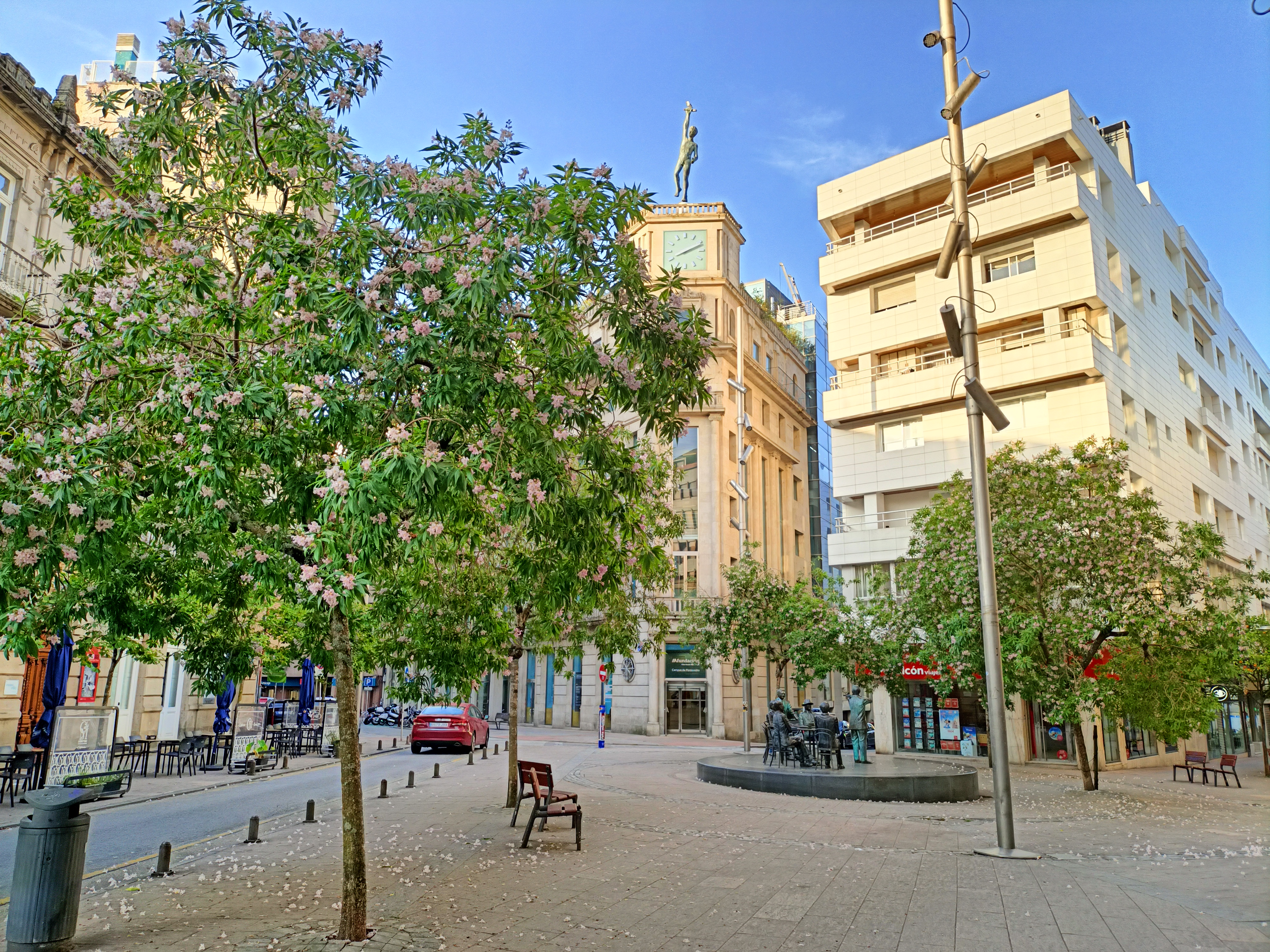
La plaza de San José de día en 2025